# John Frederic Daniell
John Frederic Daniell (født 12. marts 1790 i London, død 13. marts 1845) var en engelsk kemiker, der udviklede det første elektriske element med lang levetid. Alessandro Voltas tidligere batteri var en stor nyskabelse, men det afladede hurtigt. I 1826 fremstillede Daniell et element, der kunne producere en jævn strømstyrke i et længere tidsrum.
I 1831 blev han udnævnt til professor i kemi ved King's College i London og døde pludseligt af et apoplektisk anfald dagen efter sin 55-års fødselsdag.